# 유성연
유성연(1976년 4월 19일 ~ )은 2000년 시드니 하계 올림픽 에 출전한 대한민국의 전 유도 선수이다. 98년 방콕 아시안게임 1위, 99년 세계선수권위 3위, 99년 팔마 하계유니버시아드 1위 등 각 종 국내, 국제 대회에 입상한 유도 선수이다. 현재는 한남대학교 경찰학과 교수로 재직하고 있다.